# سارا خالدی‌زاده
سارا خالدی زاده (متولد ۲۸ آذر ۱۳۵۷) دارای مدرک کارشناسی طراحی پارچه و لباس، و از طراحان لباس سینما و تلویزیون ایران است. او در سی و ششمین دورهٔ جشنواره فیلم فجر برندهٔ سیمرغ بلورین بهترین طراحی لباس برای فیلم بمب، یک عاشقانه شد.

## فیلم‌شناسی

### فیلم
| سال انتشار | عنوان                     | کارگردان        |
| ---------- | ------------------------- | --------------- |
| ۱۳۸۱       | غوغا                      | سعید سهیلی      |
| ۱۳۸۵       | نسکافه داغ داغ            | علی قویدل       |
| ۱۳۸۵       | نیلوفر                    | سابین ژمایل     |
| ۱۳۸۷       | از رئیس‌جمهور پاداش نگیرید | کمال تبریزی     |
| ۱۳۹۰       | اختاپوس                   | سید جواد هاشمی  |
| ۱۳۹۰       | یک عاشقانه ساده           | سامان مقدم      |
| ۱۳۹۲       | هیس دخترها فریاد نمی‌زنند  | پوران درخشنده   |
| ۱۳۹۴       | بهمن                      | مرتضی فرشباف    |
| ۱۳۹۴       | یک دزدی عاشقانه           | امیرشهاب رضویان |
| ۱۳۹۵       | ماهور                     | حمید زرگرنژاد   |
| ۱۳۹۶       | بمب یک عاشقانه            | پیمان معادی     |
| ١٣٩٧       | ما همه با هم هستیم        | کمال تبریزی     |
| ١٣٩٧       | لتیان                     | على تيمورى      |
| ١٣٩٨       | خط فرضی (فیلم)            | فرنوش صمدی      |
| ۱۴۰۰       | ملاقات خصوصی              | امید شمس        |

### مجموعهٔ تلویزیونی
| سال انتشار | عنوان      | کارگردان         |
| ---------- | ---------- | ---------------- |
| ۱۳۸۸       | آشپزباشی   | محمدرضا هنرمند   |
| ۱۳۸۸       | ستایش      | سعید سلطانی      |
| ۱۳۹۱       | کلاه پهلوی | سیدضیاءالدین دری |

تئاتر
| سال نمایش | عنوان           | کارگردان  |
| --------- | --------------- | --------- |
| ۱۳۹۸      | جنایات و مکافات | رضا ثروتی |

## سایر پروژه‌ها[نیازمند منبع]
- برگزاری پنجمین رویداد مد و لباس بانوان (۱۳۸۵–۱۳۸۳)
- کنسرت دارکوب/ با نظارت همایون نصیری - طراح لباس (۱۳۸۹
- کنسرت حسین علیزاده و گروه هم‌آوایان - طراح لباس (۱۳۹۰)
- پروژه Underground Photo Stage / به کارگردانی سیامک فیلی زاده - طراح لباس (۱۳۹۳)
- چهارمین جشنواره مد و لباس فجر/ طراحی و اجرای سالن نمایشگاه (۱۳۹۳)
- پنجمین جشنواره مد و لباس فجر/ طراحی کانسپت سالن نمایشگاه (۱۳۹۴)
- پروژه پرفورمنس فتوگرافى "نه شبانه و يك روز" / به كارگردانى مهدى كرمپور- طراح لباس (١٣٩٧)

## فعالیت‌ها[نیازمند منبع]
- عضو اتحادیه طراحان سینمایی ایران
- عضو کمیته استراتژی طراحان مد و لباس ایران
- عضو هیئت داوران دومین جشنواره مد و لباس فجر
- معاون هنری چهارمین جشنواره بین‌المللی مد و لباس فجر
- عضو هیئت داوران چهارمین مسابقه جشنواره مد و لباس فجر
- معاون هنری بخش لباس مردانه در سومین جشنواره بین‌المللی مد و لباس فجر

## جوایز و افتخارات

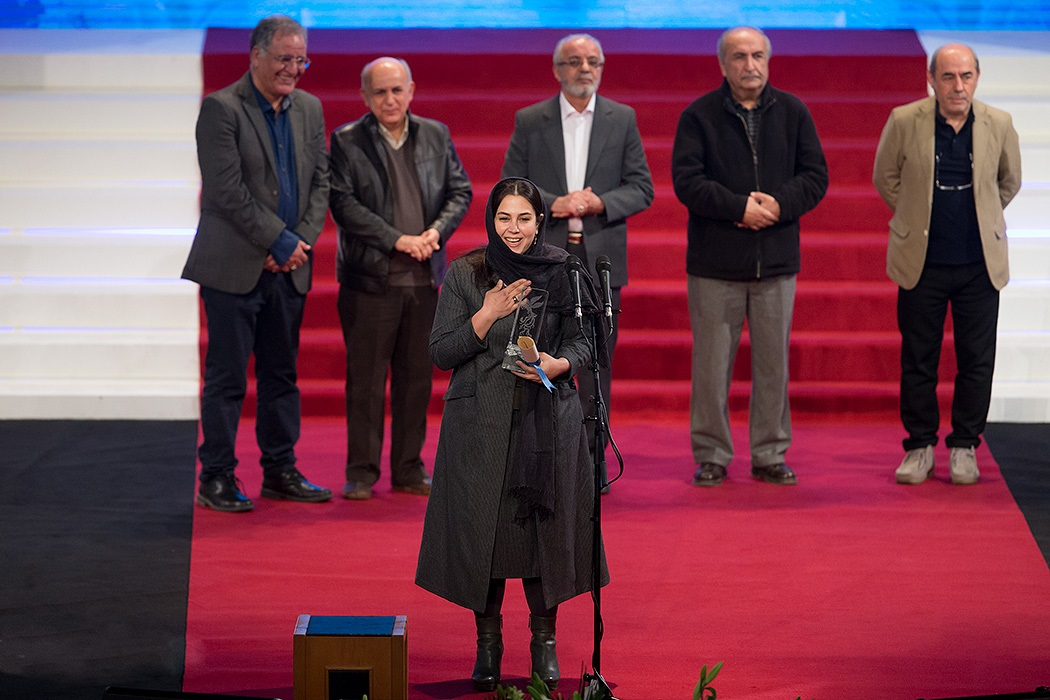
سی و ششمین دوره جشنواره فیلم فجر

- برنده سیمرغ بلورین و دیپلم افتخار بهترین طراحی لباس برای فیلم «بمب یک عاشقانه» در سی‌وششمین جشنواره فیلم فجر (۱۳۹۶)
- برنده جایزه دومین جشنواره مد و لباس فجر برای سریال «کلاه پهلوی» (۱۳۹۱)[نیازمند منبع]